# Barrancabermeja
Barrancabermeja är en kommun och stad i Colombia.   Den ligger i departementet Santander, i den norra delen av landet, 290 km norr om huvudstaden Bogotá. Antalet invånare i kommunen är 190 058.
Staden grundades 1536 och centralorten hade 172 103 invånare år 2008.